# Operation Platinfuchs

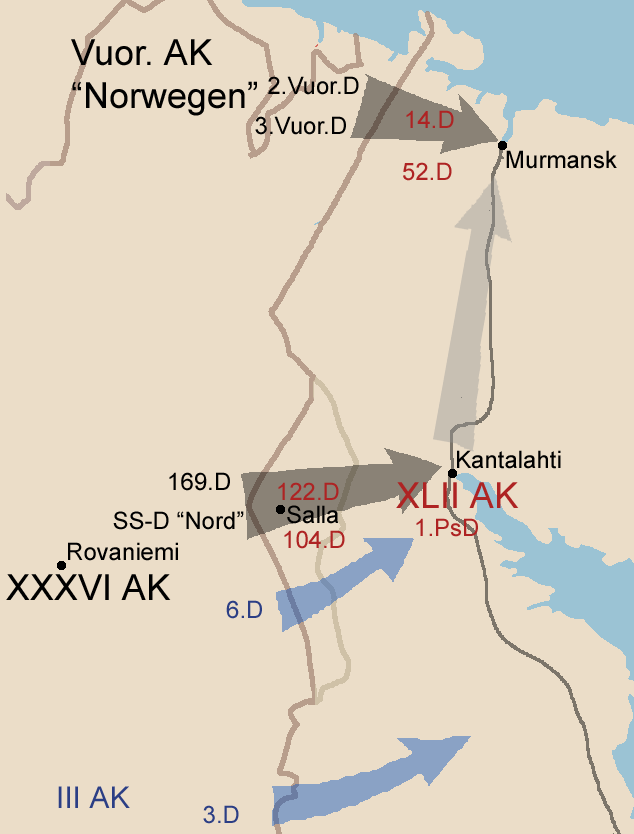

Operation Platinfuchs var en tysk och finländsk militär offensiv under andra Världskriget, som pågick mellan juni och juli 1941 i inledningen av Operation Barbarossa. Målet var att intaga staden Murmansk på Kolahalvön som hade en strategisk hamn mot Vita havet där Sovjetunionen tog emot krigsmateriel från USA. Operationen var del av en större operation, Silberfuchs, som misslyckades.